# Cantón de Saint-Savin (Gironda)
El cantón de Saint-Savin era una división administrativa francesa, que estaba situada en el departamento de Gironda y la región de Aquitania.

## Composición
El cantón estaba formado por dieciséis comunas:
- Cavignac
- Cézac
- Civrac-de-Blaye
- Cubnezais
- Donnezac
- Générac
- Laruscade
- Marcenais
- Marsas
- Saint-Christoly-de-Blaye
- Saint-Girons-d'Aiguevives
- Saint-Mariens
- Saint-Savin
- Saint-Vivien-de-Blaye
- Saint-Yzan-de-Soudiac
- Saugon

## Supresión del cantón de Saint-Savin de Gironda
En aplicación del Decreto n.º 2014-192 de 20 de febrero de 2014, el cantón de Saint-Savin fue suprimido el 22 de marzo de 2015 y sus 16 comunas pasaron a formar parte del nuevo cantón de Norte de Gironda.